# Qudsaya
Qudsaya (tiếng Ả Rập: قدسيا) là một thành phố của Syria ở Rif Dimashq đốc và là trung tâm hành chính của quận Qudsaya. Thành phố nằm trên sườn phía tây của Núi Qasioun, 7   km về phía tây Damascus. Theo Cục Thống kê Trung ương Syria, Qudsaya có dân số 33.571 trong cuộc điều tra dân số năm 2004. Liền kề với thị trấn là vùng ngoại ô hiện đại của Dahiyat Qudsaya.

## Lịch sử
Trong cuộc nội chiến ở Syria, thị trấn đã bị phiến quân chiếm giữ và bị chính quyền phong tỏa vào năm 2012. Một thỏa thuận ngừng bắn kết thúc phong tỏa đã đạt được vào tháng 11 năm 2013. Chính phủ đã đặt thị trấn bị bao vây một lần nữa vào tháng 7 năm 2015, cho đến khi đạt được thỏa thuận vào tháng 11 năm 2015 để phiến quân được chuyển đến tỉnh Idlib. Vào ngày 12 tháng 10 năm 2016, các máy bay chiến đấu vũ trang đã trang bị vũ khí theo thỏa thuận đầu hàng, trong đó khoảng 150 chiến binh nổi dậy từ Qudsaya và al-Hamah sẽ được phép đi qua các khu vực do phe nổi dậy chiếm giữ ở Idlib. Hơn 300 chiến binh nổi dậy đã chọn ở lại sẽ giải quyết vụ việc của họ. Thỏa thuận được hoàn thành vào ngày hôm sau, với phiến quân được phép rời đi cùng với các thành viên gia đình của họ.

## Khí hậu
Qudsaya có khí hậu bán khô lạnh (phân loại khí hậu Köppen: BSk). Lượng mưa vào mùa đông cao hơn vào mùa hè. Nhiệt độ trung bình hàng năm ở Qudsaya là 15,9 °C (60,6 °F). Khoảng 258 mm (10,16 in)     lượng mưa giảm hàng năm. 
| Dữ liệu khí hậu của {{{location}}} | Dữ liệu khí hậu của {{{location}}} | Dữ liệu khí hậu của {{{location}}} | Dữ liệu khí hậu của {{{location}}} | Dữ liệu khí hậu của {{{location}}} | Dữ liệu khí hậu của {{{location}}} | Dữ liệu khí hậu của {{{location}}} | Dữ liệu khí hậu của {{{location}}} | Dữ liệu khí hậu của {{{location}}} | Dữ liệu khí hậu của {{{location}}} | Dữ liệu khí hậu của {{{location}}} | Dữ liệu khí hậu của {{{location}}} | Dữ liệu khí hậu của {{{location}}} | Dữ liệu khí hậu của {{{location}}} |
| Tháng                              | 1                                  | 2                                  | 3                                  | 4                                  | 5                                  | 6                                  | 7                                  | 8                                  | 9                                  | 10                                 | 11                                 | 12                                 | Năm                                |
| ---------------------------------- | ---------------------------------- | ---------------------------------- | ---------------------------------- | ---------------------------------- | ---------------------------------- | ---------------------------------- | ---------------------------------- | ---------------------------------- | ---------------------------------- | ---------------------------------- | ---------------------------------- | ---------------------------------- | ---------------------------------- |
| [ cần dẫn nguồn ]                  |                                    |                                    |                                    |                                    |                                    |                                    |                                    |                                    |                                    |                                    |                                    |                                    |                                    |